# Daniela Colace
Daniela Colace (Roma, 28 ottobre 1962) è una cantautrice italiana.

## Biografia
Studia canto al Conservatorio di Santa Cecilia di Roma; nello stesso periodo inizia ad esibirsi nei locali della capitale, e viene scoperta da Vincenzo Micocci, che le propone il contratto discografico con la It.
Debutta nel 1992 con l'album Cosa ha fatto Rosa, con il quale vince il Premio Città di Recanati nello stesso anno; la title track dell'album è scritta in collaborazione con il chitarrista Michele Ascolese (che diventerà in seguito suo marito e collabora con Sergio Cammariere, Bungaro, Teresa De Sio, Gino Paoli, Roberto Vecchioni, Umberto Bindi) e l'anno dopo partecipa come ospite alla stessa rassegna.
In autunno debutta come corista nel tour 1992-1993 di Fabrizio De André.
Con la canzone che dava il titolo al suo album d'esordio, Daniela gareggia a Sanremo Giovani 1993, ottenendo il diritto a partecipare al Festival di Sanremo 1994 nella sezione "Nuove Proposte". Nell'occasione propone Io e il mio amico Neal, canzone non ammessa alla finale, il cui titolo suggerisce quello del suo secondo album Io, Rosa e il mio amico Neal.
In seguito la Colace passa alla BMG, con la quale pubblica, nel dicembre 1995, l'album Ragazzo che passi. Sempre in quell'anno, scriverà il testo del brano Come Thelma & Louise, che darà il titolo all'album di Giorgia.
Nel 1997 torna nuovamente a lavorare con De André, nel tour dell'album Anime salve. L'anno successivo pubblica il quarto album Nei giardini di Adone, su testi della giornalista e scrittrice Ivana Zomparelli, allegato ad un libro della stessa scrittrice. Le illustrazioni sono di Cristina Gentile.

## Discografia
- 1992 – Cosa ha fatto Rosa
- 1994 – Io, Rosa e il mio amico Neal
- 1995 – Ragazzo che passi
- 1998 – Nei giardini di Adone